# Pločnik
Pločnik är en ort i Bosnien och Hercegovina.   Den ligger i entiteten Republika Srpska, i den centrala delen av landet, 100 km norr om huvudstaden Sarajevo. Pločnik ligger 161 meter över havet och antalet invånare är 287.
Terrängen runt Pločnik är kuperad åt sydost, men åt nordväst är den platt. Närmaste större samhälle är Doboj, 3,8 km sydost om Pločnik. 
I omgivningarna runt Pločnik växer i huvudsak lövfällande lövskog. Runt Pločnik är det ganska tätbefolkat, med 93 invånare per kvadratkilometer.